# Omphalocirridae
De Omphalocirridae zijn een familie van uitgestorven weekdieren uit de klasse van de Gastropoda (slakken).